# Mike Bavis
Mike Bavis (* 13. März 1970 in Roslindale, Massachusetts) ist ein ehemaliger US-amerikanischer Eishockeyspieler und derzeitiger -trainer, der in seiner aktiven Zeit von 1989 bis 1995 unter anderem für die Rochester Americans in der American Hockey League gespielt hat. Sein Zwillingsbruder Mark war ebenfalls ein professioneller Eishockeyspieler.

## Karriere
Mike Bavis begann seine Karriere als Eishockeyspieler in der Mannschaft der Boston University, für die er von 1989 bis 1993 aktiv war und in der Saison 1990/91 die Meisterschaft der Hockey East gewann. Zuvor war er bereits als High-School-Spieler im NHL Entry Draft 1989 in der zwölften Runde als insgesamt 245. Spieler von den Buffalo Sabres ausgewählt worden, für die er allerdings nie spielte. Stattdessen gab der Flügelspieler in der Saison 1993/94 sein Debüt im professionellen Eishockey für die Rochester Americans aus der American Hockey League. In der folgenden Spielzeit lief er parallel für Rochester in der AHL, sowie deren Kooperationspartner, die South Carolina Stingrays in der East Coast Hockey League, auf.
Mike Bavis, der bereits im Alter von 25 Jahren seine aktive Laufbahn beendet hatte, war von 1998 bis 2007 als Assistenztrainer für die Boston University in der Hockey East tätig, bei der er seine Karriere begonnen hatte.

## Erfolge und Auszeichnungen
- 1991 Lamoriello-Trophy-Gewinn mit der Boston University